# Phytocoris sonorensis
Phytocoris sonorensis är en insektsart som beskrevs av Van Duzee 1920. Phytocoris sonorensis ingår i släktet Phytocoris och familjen ängsskinnbaggar. Inga underarter finns listade i Catalogue of Life.